# Hums of the Lovin' Spoonful
《Hums of the Lovin' Spoonful》은 미국의 포크 록 밴드 러빙 스푼풀의 세 번째 정규 음반이다. 1966년 11월 카마 수트라 레코드를 통해 발매되었다. 빌보드 팝 음반 차트 14위를 기록했다.

## 배경
《Hums of the Lovin' Spoonful》은 밴드가 다양한 스타일을 녹음하려는 의도가 담긴 음반이었다. 팝, 컨트리, 저그 밴드, 블루스, 포크 등의 스타일이 음반에 들어갔다. 또한 러빙 스푼풀의 첫 라인업이 작업한 마지막 음반으로 로스앤젤레스에서 녹음한 〈Lovin' You〉를 제외하고는 모두 뉴욕에서 녹음하였다.
〈Summer in the City〉는 싱글 차트에서 1위를 기록하였으며, 〈Full Measure〉을 제외하고 〈Rain on the Roof〉, 〈Nashville Cats〉는 차트권 10위 내에 이름을 올렸다. 보비 대린은 〈Lovin' You〉를 커버하여 차트 40위 내에 들어가는 히트를 기록했으며, 조니 캐시와 준 카터 캐시는 1969년 라이브 음반 《Johnny Cash At San Quentin》에 〈Darlin' Companion〉을 커버하였다. 플랫 앤 스크러그스는 〈Nashville Cats〉로 컨트리 차트에서 54위를 기록했으며, 돌리 파튼 또한 1977년 음반 《Here You Come Again》에서 〈Lovin' You〉를 커버했다.
《Hums of the Lovin' Spoonful》은 2003년 선데이즈드 레이블을 통해 재발매되었다. 네 곡의 데모, 인스트루멘탈 및 얼터너티브/믹싱 버전이 공개되었다. 1995년에는 《Do you Believe in Magic?》과 함께 CD로도 발매됐다.

## 평가
| 전문가 평가       | 전문가 평가 |
| 평가 점수         | 평가 점수   |
| 출처              | 점수        |
| ----------------- | ----------- |
| 올뮤직            | [ 2 ]       |
| 대중음악 백과사전 | [ 3 ]       |

올뮤직의 윌리엄 룰맨은 "세바스천이 모든 곡에 작곡가로 참여했고 리드 보컬을 맡았음에도 음반의 부분들을 강조하는 것은 통일성보다는 일부 트랙의 느슨한 이질성을 표현하는 방법이다. 세바스천과 동료들이 매번 완전히 다른 사운드를 내기 위해 스튜디오에 들어간 이후, 필연적이면서도 의도적인 행동이었다."
캐시 박스는 싱글로 발매된 〈Rain on the Roof〉에 대해 〈Summer in the City〉 사운드에서 벗어나 소프트 록 스타일로 돌아왔다고 평하며 성공할 것으로 기대된다고 언급했다.

## 트랙 리스트
전체 작사·작곡: 표시된 곳 제외 존 세바스천
| #            | 제목                      | 작사·작곡                                | 재생 시간 |
| ------------ | ------------------------- | ---------------------------------------- | --------- |
| 1.           | 〈Lovin' You〉            |                                          | 2:29      |
| 2.           | 〈Bes' Friends〉          |                                          | 1:54      |
| 3.           | 〈Voodoo in My Basement〉 |                                          | 2:29      |
| 4.           | 〈Darlin' Companion〉     |                                          | 2:22      |
| 5.           | 〈Henry Thomas〉          |                                          | 1:43      |
| 6.           | 〈Full Measure〉          | 스티브 분 세바스천                       | 2:42      |
| 7.           | 〈Rain on the Roof〉      |                                          | 2:13      |
| 8.           | 〈Coconut Grove〉         | 세바스천 잘 야노브스키                   | 2:43      |
| 9.           | 〈Nashville Cats〉        |                                          | 2:35      |
| 10.          | 〈4 Eyes〉                |                                          | 2:53      |
| 11.          | 〈Summer in the City〉    | J. 세바스천 마크 세바스천 분 [ 5 ] [ 6 ] | 2:45      |
| 총 재생 시간 | 총 재생 시간              | 총 재생 시간                             | 26:48     |

| #   | 제목                                                  | 작사·작곡      | 재생 시간 |
| --- | ----------------------------------------------------- | -------------- | --------- |
| 12. | 〈Darlin' Companion〉 (John Sebastian Solo Demo)      |                | 2:23      |
| 13. | 〈Rain on the Roof〉 (Instrumental)                   |                | 2:17      |
| 14. | 〈4 Eyes〉 (Alternate Vocal/Extended Version)         |                | 3:41      |
| 15. | 〈Full Measure〉 (Instrumental)                       | Boone 세바스천 | 2:43      |
| 16. | 〈Voodoo in My Basement〉 (Instrumental)              |                | 2:40      |
| 17. | 〈Darlin' Companion〉 (Alternate Vocal/Alternate Mix) |                | 2:25      |

## 참여진
- 존 세바스천 – 리드 (1, 2, 4, 5, 7-12, 14, 17) 및 코러스 보컬, 기타, 12현 기타, 오토하프, 피아노, 오르간, 하모니움 (2), 오카리나 (5), 페달 스틸 기타 (4, 7, 8, 13, 17), 아이리시 하프
- 잘 야노프스키 – 전기 기타, 통기타, 백 보컬, 리드 보컬, 밴조 (2, 5), 슬라이드 휘슬 (5)
- 스티브 분 – 일렉트릭 베이스, 더블 베이스, 피아노, 오르간, 퍼커션
- 조 버틀러 – 드럼, 백 보컬, 리드 보컬 (6), 보컬, 퍼커션
- 헨리 딜츠 – 클라리넷 (2)
- 아티 슈록 – 전자 피아노 (11)
- 래리 핸킨 – 주즈하프 (5)

프로덕션
- 에릭 야콥센 – 프로듀서
- 롭 할리 – 엔지니어
- 헨리 딜츠 – 포토그래퍼